# Monopterus dienbienensis
Monopterus dienbienensis är en fiskart som beskrevs av Nguyen 2005. Monopterus dienbienensis ingår i släktet Monopterus och familjen Synbranchidae. Inga underarter finns listade i Catalogue of Life.